# 동인도

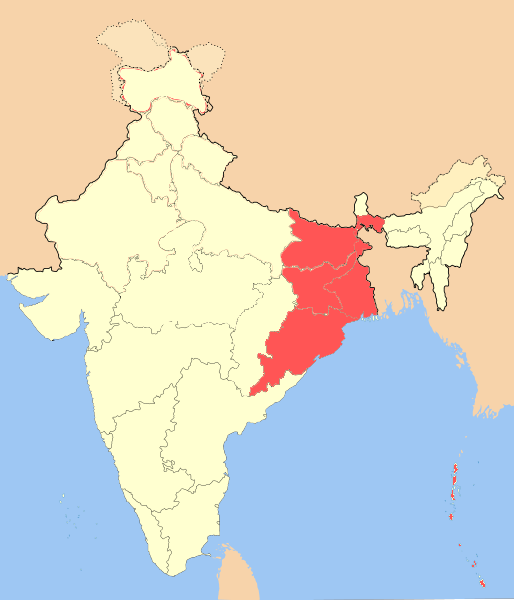
동인도

동인도(東印度)는 지리적으로 인도 공화국의 동부 지역을 뜻한다. 인구는 226,925,195명이며, 과거에는 마가다 왕국, 마우리아 제국, 굽타 제국의 중심지였다.

## 같이 보기
- 북인도
- 북동인도
- 남인도
- 중앙인도
- 인도의 행정 구역